# Liste nationale d'inventaire des biens culturels du Togo
Cet article recense les biens culturels du Togo.

## Liste
| Monument                                                                             | Localité            | Adresse | Coordonnées                     | Identifiant | Protection                     | Date | Illustration                                                                        |
| ------------------------------------------------------------------------------------ | ------------------- | ------- | ------------------------------- | ----------- | ------------------------------ | ---- | ----------------------------------------------------------------------------------- |
| Direction de la promotion des arts et de culture                                     | Lomé                |         | À géolocaliser                  | Lni-01      | Monument historique            | 2013 | Direction de la promotion des arts et de culture · Verser une photographie          |
| Commission nationale pour l'UNESCO                                                   | Lomé                |         | À géolocaliser                  | Lni-02      | Monument historique            | 2013 | Commission nationale pour l'UNESCO · Verser une photographie                        |
| Ancien OCCGE                                                                         | Lomé                |         | À géolocaliser                  | Lni-03      | Monument historique            | 2013 | Image manquante · Verser une photographie                                           |
| Brigade territoriale                                                                 | Lomé                |         | À géolocaliser                  | Lni-04      | Monument historique            | 2013 | Image manquante · Verser une photographie                                           |
| Ministère de la communication                                                        | Lomé                |         | À géolocaliser                  | Lni-05      | Monument historique            | 2013 | Image manquante · Verser une photographie                                           |
| Polyclinique de Lomé                                                                 | Lomé                |         | À géolocaliser                  | Lni-06      | Monument historique            | 2013 | Polyclinique de Lomé · Verser une photographie                                      |
| Ministère des affaires étrangères et de la coopération                               | Lomé                |         | À géolocaliser                  | Lni-07      | Monument historique            | 2013 | Image manquante · Verser une photographie                                           |
| Monument de l'autonomie                                                              | Lomé                |         | À géolocaliser                  | Lni-08      | Monument historique            | 2013 | Monument de l'autonomie · Verser une photographie                                   |
| Ministère du commerce                                                                | Lomé                |         | À géolocaliser                  | Lni-09      | Monument historique            | 2013 | Ministère du commerce · Verser une photographie                                     |
| Ministère de la santé                                                                | Lomé                |         | À géolocaliser                  | Lni-10      | Monument historique            | 2013 | Ministère de la santé · Verser une photographie                                     |
| Vasque fontaine                                                                      | Lomé                |         | À géolocaliser                  | Lni-11      | Monument d'ornement            | 2013 | Image manquante · Verser une photographie                                           |
| Gare ferroviaire                                                                     | Lomé                |         | À géolocaliser                  | Lni-12      | Monument historique            | 2013 | Gare ferroviaire · Verser une photographie                                          |
| Centre des affaires administratives et des services économiques et financiers        | Lomé                |         | À géolocaliser                  | Lni-13      | Monument à usage administratif | 2013 | Image manquante · Verser une photographie                                           |
| Direction générale de la fonction publique                                           | Lomé                |         | À géolocaliser                  | Lni-14      | Monument historique            | 2013 | Image manquante · Verser une photographie                                           |
| Ministère de l'enseignement supérieur et de la recherche                             | Lomé                |         | À géolocaliser                  | Lni-15      | Monument historique            | 2013 | Ministère de l'enseignement supérieur et de la recherche · Verser une photographie  |
| Mairie centrale de Lomé                                                              | Lomé                |         | À géolocaliser                  | Lni-16      | Monument historique            | 2013 | Mairie centrale de Lomé · Verser une photographie                                   |
| Palais des congrès de Lomé                                                           | Lomé                |         | À géolocaliser                  | Lni-17      | Monument à usage administratif | 2013 | Palais des congrès de Lomé · Verser une photographie                                |
| Monument de l'indépendance                                                           | Lomé                |         | À géolocaliser                  | Lni-18      | Monument commémoratif          | 2013 | Monument de l'indépendance · Verser une photographie                                |
| Grande poste                                                                         | Lomé                |         | À géolocaliser                  | Lni-19      | Monument à usage administratif | 2013 | Grande poste · Verser une photographie                                              |
| École nationale d'administration                                                     | Région maritime     |         | À géolocaliser                  | Lni-20      | Monument historique            | 2013 | École nationale d'administration · Verser une photographie                          |
| Institut régional d'enseignement supérieur et de recherche en développement culturel | Région maritime     |         | À géolocaliser                  | Lni-21      | Monument historique            | 2013 | Image manquante · Verser une photographie                                           |
| Maison des Sanvee                                                                    | Région maritime     |         | À géolocaliser                  | Lni-22      | Monument historique            | 2013 | Image manquante · Verser une photographie                                           |
| Maison Fiawoo ou Villa MyOwn ou Villa Ametodzi                                       | Région maritime     |         | À géolocaliser                  | Lni-23      | Monument historique            | 2013 | Image manquante · Verser une photographie                                           |
| Maison Akue Comforte Agondjé ou Maison Agondé                                        | Région maritime     |         | À géolocaliser                  | Lni-24      | Monument historique            | 2013 | Image manquante · Verser une photographie                                           |
| Maison d'Almeida Akakpovi                                                            | Région maritime     |         | À géolocaliser                  | Lni-25      | Monument historique            | 2013 | Image manquante · Verser une photographie                                           |
| Maison Paass                                                                         | Région maritime     |         | À géolocaliser                  | Lni-26      | Monument historique            | 2013 | Image manquante · Verser une photographie                                           |
| Maison Wilson                                                                        | Région maritime     |         | À géolocaliser                  | Lni-27      | Monument historique            | 2013 | Image manquante · Verser une photographie                                           |
| Foyer Pie XII                                                                        | Région maritime     |         | À géolocaliser                  | Lni-28      | Monument d'intérêt religieux   | 2013 | Image manquante · Verser une photographie                                           |
| École professionnelle de Lomé ou Brother Home                                        | Région maritime     |         | À géolocaliser                  | Lni-29      | Monument d'intérêt religieux   | 2013 | Image manquante · Verser une photographie                                           |
| Cathédrale de Lomé                                                                   | Région maritime     | Lomé    | 6° 07′ 29″ nord, 1° 13′ 35″ est | Lni-30      | Monument d'intérêt religieux   | 2013 | Cathédrale de Lomé · Verser une photographie                                        |
| Siège de Orabank                                                                     | Région maritime     |         | À géolocaliser                  | Lni-31      | Monument historique            | 2013 | Image manquante · Verser une photographie                                           |
| Temple évangélique ou Apégamé                                                        | Région maritime     |         | À géolocaliser                  | Lni-32      | Monument d'intérêt religieux   | 2013 | Temple évangélique ou Apégamé · Verser une photographie                             |
| Hôtel du Golfe                                                                       | Région maritime     |         | À géolocaliser                  | Lni-33      | Monument historique            | 2013 | Image manquante · Verser une photographie                                           |
| Cinéma OPERA                                                                         | Région maritime     |         | À géolocaliser                  | Lni-34      | Monument historique            | 2013 | Image manquante · Verser une photographie                                           |
| Bâtiment John Holt                                                                   | Région maritime     |         | À géolocaliser                  | Lni-35      | Monument historique            | 2013 | Image manquante · Verser une photographie                                           |
| Ancien ministère de la justice ou la commission nationale OHADA                      | Région maritime     |         | À géolocaliser                  | Lni-36      | Monument historique            | 2013 | Image manquante · Verser une photographie                                           |
| Ancien palais de justice                                                             | Région maritime     |         | À géolocaliser                  | Lni-37      | Monument historique            | 2013 | Image manquante · Verser une photographie                                           |
| Wharf français                                                                       | Région maritime     |         | À géolocaliser                  | Lni-38      | Monument historique            | 2013 | Wharf français · Verser une photographie                                            |
| Wharf allemand                                                                       | Région maritime     |         | À géolocaliser                  | Lni-39      | Monument historique            | 2013 | Wharf allemand · Verser une photographie                                            |
| Ancienne direction Ecobank                                                           | Région maritime     |         | À géolocaliser                  | Lni-40      | Monument historique            | 2013 | Image manquante · Verser une photographie                                           |
| École de la Marina                                                                   | Région maritime     |         | À géolocaliser                  | Lni-41      | Monument historique            | 2013 | Image manquante · Verser une photographie                                           |
| Ancienne mairie du 1er arrondissement                                                | Région maritime     |         | À géolocaliser                  | Lni-42      | Monument historique            | 2013 | Image manquante · Verser une photographie                                           |
| Maison Locoh                                                                         | Région maritime     |         | À géolocaliser                  | Lni-43      | Monument historique            | 2013 | Image manquante · Verser une photographie                                           |
| Maison Goeh-Akué Koudjega                                                            | Région maritime     |         | À géolocaliser                  | Lni-44      | Monument historique            | 2013 | Image manquante · Verser une photographie                                           |
| Maison Amoussou Gervais Fantodji                                                     | Région maritime     |         | À géolocaliser                  | Lni-45      | Monument historique            | 2013 | Image manquante · Verser une photographie                                           |
| Maison Kponton Hubert ou Musée historique et artistique Kponton                      | Région maritime     |         | À géolocaliser                  | Lni-46      | Monument historique            | 2013 | Image manquante · Verser une photographie                                           |
| Maison Ahamadah Jerôme ou Villa Denyoa (1936)                                        | Région maritime     |         | À géolocaliser                  | Lni-47      | Monument historique            | 2013 | Image manquante · Verser une photographie                                           |
| Maison Afagbegee Baumann ou Hosanna Hill 1921                                        | Région maritime     |         | À géolocaliser                  | Lni-48      | Monument historique            | 2013 | Image manquante · Verser une photographie                                           |
| Maison Lawson Molevi Boévi                                                           | Région maritime     |         | À géolocaliser                  | Lni-49      | Monument historique            | 2013 | Image manquante · Verser une photographie                                           |
| Maison Dorkenoo Michel Amouzouvi Aklissou                                            | Région maritime     |         | À géolocaliser                  | Lni-50      | Monument historique            | 2013 | Image manquante · Verser une photographie                                           |
| Maison Olympio ou Restaurant le Malesan                                              | Région maritime     |         | À géolocaliser                  | Lni-51      | Monument historique            | 2013 | Image manquante · Verser une photographie                                           |
| Musée régional maritime de l'Aného                                                   | Région maritime     |         | À géolocaliser                  | Lni-52      | Monument historique            | 2013 | Image manquante · Verser une photographie                                           |
| Cascade Siw-siw dans l'Akébou                                                        | Région des Plateaux |         | À géolocaliser                  | Lni-78      | Site naturel                   | 2013 | Image manquante · Verser une photographie                                           |
| Cascade d'Aklowa                                                                     | Région des Plateaux |         | À géolocaliser                  | Lni-79      | Site naturel                   | 2013 | Cascade d'Aklowa · Verser une photographie                                          |
| Cascade de Woamé                                                                     | Région des Plateaux |         | À géolocaliser                  | Lni-80      | Site naturel                   | 2013 | Cascade de Woamé · Verser une photographie                                          |
| Grotte aux chauves-souris ou Kévuvu                                                  | Région des Plateaux |         | À géolocaliser                  | Lni-81      | Site culturel                  | 2013 | Image manquante · Verser une photographie                                           |
| Hôtel campement de Kloto                                                             | Région des Plateaux |         | À géolocaliser                  | Lni-82      | Monument historique            | 2013 | Hôtel campement de Kloto · Verser une photographie                                  |
| Collège d'enseignement artistique et artisanal de Kpalimé                            | Région des Plateaux |         | À géolocaliser                  | Lni-83      | Site culturel                  | 2013 | Collège d'enseignement artistique et artisanal de Kpalimé · Verser une photographie |
| Château Viale                                                                        | Région des Plateaux |         | À géolocaliser                  | Lni-84      | Monument historique            | 2013 | Château Viale · Verser une photographie                                             |
| Centre Bethel à Agou                                                                 | Région des Plateaux |         | À géolocaliser                  | Lni-85      | Monument d'intérêt religieux   | 2013 | Image manquante · Verser une photographie                                           |
| Cascade de Kouma Tokpli                                                              | Région des Plateaux |         | À géolocaliser                  | Lni-86      | Site naturel                   | 2013 | Cascade de Kouma Tokpli · Verser une photographie                                   |
| Empreinte de main sur un rocher ou Assi AtongTodji à Agou                            | Région des Plateaux |         | À géolocaliser                  | Lni-87      | Site historique                | 2013 | Image manquante · Verser une photographie                                           |
| Vestige de la bataille de Chra                                                       | Région des Plateaux |         | À géolocaliser                  | Lni-88      | Monument historique            | 2013 | Vestige de la bataille de Chra · Verser une photographie                            |
| Barrage de Nangbéto                                                                  | Région des Plateaux |         | À géolocaliser                  | Lni-89      | Site industriel                | 2013 | Barrage de Nangbéto · Verser une photographie                                       |
| Ruines du centre émetteur de Kamina                                                  | Région des Plateaux |         | À géolocaliser                  | Lni-90      | Site historique                | 2013 | Image manquante · Verser une photographie                                           |
| Ruines de la muraille Agbogbo ou Agbogbodji                                          | Région des Plateaux |         | À géolocaliser                  | Lni-91      | Site historique                | 2013 | Ruines de la muraille Agbogbo ou Agbogbodji · Verser une photographie               |
| Pavaments de Dakpodji                                                                | Région des Plateaux |         | À géolocaliser                  | Lni-92      | Site archéologique             | 2013 | Image manquante · Verser une photographie                                           |
| Mont Atilakoutsé                                                                     | Région des Plateaux |         | À géolocaliser                  | Lni-93      | Site naturel                   | 2013 | Image manquante · Verser une photographie                                           |
| Temple Monial à Danyi                                                                | Région des Plateaux |         | À géolocaliser                  | Lni-94      | Monument d'intérêt religieux   | 2013 | Image manquante · Verser une photographie                                           |
| Monastère à Danyi                                                                    | Région des Plateaux |         | À géolocaliser                  | Lni-95      | Site d'intérêt religieux       | 2013 | Image manquante · Verser une photographie                                           |
| Forêt sacrée d'Atilakoutsé                                                           | Région des Plateaux |         | À géolocaliser                  | Lni-96      |                                | 2013 | Image manquante · Verser une photographie                                           |
| Sanctuaire Kpélikpédji                                                               | Région des Plateaux |         | À géolocaliser                  | Lni-97      | Site sacré                     | 2013 | Image manquante · Verser une photographie                                           |
| Sanctuaire d'Agbalévihoe                                                             | Région des Plateaux |         | À géolocaliser                  | Lni-98      | Site sacré                     | 2013 | Image manquante · Verser une photographie                                           |
| Sanctuaire Esso Kanhou                                                               | Région des Plateaux |         | À géolocaliser                  | Lni-99      | Site sacré                     | 2013 | Image manquante · Verser une photographie                                           |
| Sanctuaire Gueguelidji                                                               | Région centrale     |         | À géolocaliser                  | Lni-100     | Site sacré                     | 2013 | Image manquante · Verser une photographie                                           |
| Sanctuaire Togbéaynihoé                                                              | Région centrale     |         | À géolocaliser                  | Lni-101     | Paysage culturel               | 2013 | Sanctuaire Togbéaynihoé · Verser une photographie                                   |
| Village de potières (Esemeto)                                                        | Région centrale     |         | À géolocaliser                  | Lni-102     | Site culturel                  | 2013 | Image manquante · Verser une photographie                                           |
| Vestiges du Royaume de Tado                                                          | Région centrale     |         | À géolocaliser                  | Lni-103     | Site culturel                  | 2013 | Image manquante · Verser une photographie                                           |
| Sanctuaire Amevodjou                                                                 | Région centrale     |         | À géolocaliser                  | Lni-104     | Site culturel                  | 2013 | Image manquante · Verser une photographie                                           |
| Sanctuaire d'Awawoedounou                                                            | Région centrale     |         | À géolocaliser                  | Lni-105     | Site culturel                  | 2013 | Image manquante · Verser une photographie                                           |
| Sanctuaire d'Egouhoe                                                                 | Région centrale     |         | À géolocaliser                  | Lni-106     | Site culturel                  | 2013 | Image manquante · Verser une photographie                                           |
| Bureaux de la préfecture à Sokodé                                                    | Région centrale     |         | À géolocaliser                  | Lni-107     | Monument historique            | 2013 | Image manquante · Verser une photographie                                           |
| Résidence du Préfet à Sokodé                                                         | Région centrale     |         | À géolocaliser                  | Lni-108     | Monument historique            | 2013 | Image manquante · Verser une photographie                                           |
| Poudrière allemande de Sokodé                                                        | Région centrale     |         | À géolocaliser                  | Lni-109     | Site historique                | 2013 | Image manquante · Verser une photographie                                           |
| Campement de Sokodé                                                                  | Région centrale     |         | À géolocaliser                  | Lni-110     | Monument historique            | 2013 | Image manquante · Verser une photographie                                           |
| Lycée technique de Sokodé                                                            | Région centrale     |         | À géolocaliser                  | Lni-111     | Monument historique            | 2013 | Image manquante · Verser une photographie                                           |
| Résidence du proviseur                                                               | Région centrale     |         | À géolocaliser                  | Lni-112     | Monument historique            | 2013 | Image manquante · Verser une photographie                                           |
| Cimetière européen                                                                   | Région centrale     |         | À géolocaliser                  | Lni-113     | Site historique                | 2013 | Image manquante · Verser une photographie                                           |
| Résidence des évêques                                                                | Région centrale     |         | À géolocaliser                  | Lni-114     | Site religieux                 | 2013 | Image manquante · Verser une photographie                                           |
| Sanctuaire de la divinité M'Djoulma                                                  | Région centrale     |         | À géolocaliser                  | Lni-115     | Site culturel                  | 2013 | Image manquante · Verser une photographie                                           |
| Tombe du chef OuroBodi                                                               | Région centrale     |         | À géolocaliser                  | Lni-116     | Monument funéraire             | 2013 | Image manquante · Verser une photographie                                           |
| Cathédrale Sainte-Thérèse-de-l'Enfant-Jésus de Sokodé                                | Région centrale     | Sokodé  | 8° 59′ 21″ nord, 1° 08′ 12″ est | Lni-117     | Monument d'intérêt religieux   | 2013 | Image manquante · Verser une photographie                                           |
| Tombe du dernier guerrier des Sémassi                                                | Région centrale     |         | À géolocaliser                  | Lni-118     | Monument funéraire             | 2013 | Image manquante · Verser une photographie                                           |
| Vestibule du chef canton de Kparataou                                                | Région centrale     |         | À géolocaliser                  | Lni-119     | Monument culturel              | 2013 | Image manquante · Verser une photographie                                           |
| Tombe des chefs Ouro-Tcha                                                            | Région centrale     |         | À géolocaliser                  | Lni-120     | Monument funéraire             | 2013 | Image manquante · Verser une photographie                                           |
| Centre de production de l'eau d'Aléheridé                                            | Région centrale     |         | À géolocaliser                  | Lni-121     | Site industriel                | 2013 | Image manquante · Verser une photographie                                           |
| Musée régional central à Sokodé                                                      | Région centrale     |         | À géolocaliser                  | Lni-122     | Site culturel                  | 2013 | Image manquante · Verser une photographie                                           |
| Marché des esclaves Dikpokpori                                                       | Région centrale     |         | À géolocaliser                  | Lni-123     | Site esclavagiste              | 2013 | Image manquante · Verser une photographie                                           |
| Roche Tam-tam de Tchamba                                                             | Région centrale     |         | À géolocaliser                  | Lni-124     | Site culturel                  | 2013 | Image manquante · Verser une photographie                                           |
| Marigot de Nyakpimkpim                                                               | Région centrale     |         | À géolocaliser                  | Lni-125     | Site culturel                  | 2013 | Image manquante · Verser une photographie                                           |
| Arbre témoin Ditori                                                                  | Région centrale     |         | À géolocaliser                  | Lni-126     | Site historique                | 2013 | Image manquante · Verser une photographie                                           |
| Vestibule du chef Oniankitan                                                         | Région centrale     |         | À géolocaliser                  | Lni-127     | Site culturel                  | 2013 | Image manquante · Verser une photographie                                           |
| Maison Banawoe                                                                       | Région centrale     |         | À géolocaliser                  | Lni-128     | Site culturel                  | 2013 | Image manquante · Verser une photographie                                           |
| Sanctuaire YariBeri                                                                  | Région centrale     |         | À géolocaliser                  | Lni-129     | Site culturel                  | 2013 | Image manquante · Verser une photographie                                           |
| Maison Bedinade                                                                      | Région centrale     |         | À géolocaliser                  | Lni-130     | Site culturel                  | 2013 | Image manquante · Verser une photographie                                           |
| Rivière Aou-Kolongaboua                                                              | Région centrale     |         | À géolocaliser                  | Lni-131     | Site esclavagiste              | 2013 | Image manquante · Verser une photographie                                           |
| Tombe du 1er chef Badabou                                                            | Région centrale     |         | À géolocaliser                  | Lni-132     | Monument funéraire             | 2013 | Image manquante · Verser une photographie                                           |
| Sanctuaire de la divinité Nayo                                                       | Région centrale     |         | À géolocaliser                  | Lni-133     | Site culturel                  | 2013 | Image manquante · Verser une photographie                                           |
| Maison LimazielKpendzie                                                              | Région centrale     |         | À géolocaliser                  | Lni-134     | Site culturel                  | 2013 | Image manquante · Verser une photographie                                           |
| Village Teweda Foukpa                                                                | Région centrale     |         | À géolocaliser                  | Lni-135     | Site culturel                  | 2013 | Image manquante · Verser une photographie                                           |
| Rivière des esclaves ou Yomaboua                                                     | Région centrale     |         | À géolocaliser                  | Lni-136     | Site esclavagiste              | 2013 | Image manquante · Verser une photographie                                           |
| Gare ferroviaire de Blitta                                                           | Région centrale     |         | À géolocaliser                  | Lni-137     | Site historique                | 2013 | Image manquante · Verser une photographie                                           |
| Ancien pont sur la rivière Kara                                                      | Région de la Kara   |         | À géolocaliser                  | Lni-138     | Monument historique            | 2013 | Ancien pont sur la rivière Kara · Verser une photographie                           |
| Place de la victoire Ewaou                                                           | Région de la Kara   |         | À géolocaliser                  | Lni-139     | Site ludique                   | 2013 | Image manquante · Verser une photographie                                           |
| Forge Mawou ou Hakounluradé                                                          | Région de la Kara   |         | À géolocaliser                  | Lni-140     | Site culturel                  | 2013 | Image manquante · Verser une photographie                                           |
| Musée régional de Kara                                                               | Région de la Kara   |         | À géolocaliser                  | Lni-141     | Site culturel                  | 2013 | Musée régional de Kara · Verser une photographie                                    |
| Barrage de la Kozah (Boka)                                                           | Région de la Kara   |         | À géolocaliser                  | Lni-142     | Site industriel                | 2013 | Image manquante · Verser une photographie                                           |
| Maison ancestrale-musée de Yadè-Kpéloudé                                             | Région de la Kara   |         | À géolocaliser                  | Lni-143     | Site culturel                  | 2013 | Image manquante · Verser une photographie                                           |
| Hôtel Kara                                                                           | Région de la Kara   |         | À géolocaliser                  | Lni-144     | Monument à usage administratif | 2013 | Hôtel Kara · Verser une photographie                                                |
| Palais des congrès de Kara                                                           | Région de la Kara   |         | À géolocaliser                  | Lni-145     | Monument à usage administratif | 2013 | Palais des congrès de Kara · Verser une photographie                                |
| Monuments des Martyrs de Pya Hodo                                                    | Région de la Kara   |         | À géolocaliser                  | Lni-146     | Monument commémoratif          | 2013 | Monuments des Martyrs de Pya Hodo · Verser une photographie                         |
| Pavements de Wiyamdè (Maison Yoma)                                                   | Région de la Kara   |         | À géolocaliser                  | Lni-147     | Site culturel                  | 2013 | Pavements de Wiyamdè (Maison Yoma) · Verser une photographie                        |
| Mausolée de Sarakawa                                                                 | Région de la Kara   |         | À géolocaliser                  | Lni-148     | Monument historique            | 2013 | Mausolée de Sarakawa · Verser une photographie                                      |
| Parc animalier de Sarakawa                                                           | Région de la Kara   |         | À géolocaliser                  | Lni-149     | Site naturel                   | 2013 | Parc animalier de Sarakawa · Verser une photographie                                |
| Cascade de Sara                                                                      | Région des Savanes  |         | À géolocaliser                  | Lni-150     | Site naturel                   | 2013 | Image manquante · Verser une photographie                                           |
| Monument de l'indépendance de Bafilo                                                 | Région de la Kara   |         | À géolocaliser                  | Lni-151     | Monument commémoratif          | 2013 | Monument de l'indépendance de Bafilo · Verser une photographie                      |
| Campement des Allemands                                                              | Région des Savanes  |         | À géolocaliser                  | Lni-152     | Site historique                | 2013 | Campement des Allemands · Verser une photographie                                   |
| Foyer de Charité d'Alédjo                                                            | Région de la Kara   |         | À géolocaliser                  | Lni-153     | Site religieux                 | 2013 | Image manquante · Verser une photographie                                           |
| Faille d'Alédjo                                                                      | Région de la Kara   |         | À géolocaliser                  | Lni-154     | Site naturel                   | 2013 | Faille d'Alédjo · Verser une photographie                                           |
| Réserve d'Alédjo                                                                     | Région de la Kara   |         | À géolocaliser                  | Lni-155     | Site naturel                   | 2013 | Image manquante · Verser une photographie                                           |
| Marché de Kétao ou Tatou                                                             | Région de la Kara   |         | À géolocaliser                  | Lni-156     | Site culturel                  | 2013 | Image manquante · Verser une photographie                                           |
| Empreinte du premier homme Kabyé ou Eyou-Nahoré                                      | Région de la Kara   |         | À géolocaliser                  | Lni-157     | Site culturel                  | 2013 | Image manquante · Verser une photographie                                           |
| Grotte aux tam-tams de Konfess-haut                                                  | Région des Savanes  |         | À géolocaliser                  | Lni-158     | Site culturel                  | 2013 | Image manquante · Verser une photographie                                           |
| Camp Massu de Tchatchaminadé                                                         | Région des Savanes  |         | À géolocaliser                  | Lni-159     | Site historique                | 2013 | Image manquante · Verser une photographie                                           |
| Fourneaux de Nangbani                                                                | Région des Savanes  |         | À géolocaliser                  | Lni-160     | Site archéologique             | 2013 | Image manquante · Verser une photographie                                           |
| Forêt sacrée de Dikre                                                                | Région des Savanes  |         | À géolocaliser                  | Lni-161     | Site sacré                     | 2013 | Image manquante · Verser une photographie                                           |
| Grand vestibule KinakouKpan                                                          | Région des Savanes  |         | À géolocaliser                  | Lni-162     | Site culturel                  | 2013 | Image manquante · Verser une photographie                                           |
| Dispensaire de Kidjaboun                                                             | Région de la Kara   |         | À géolocaliser                  | Lni-163     | Monument historique            | 2013 | Image manquante · Verser une photographie                                           |
| Trou d'Ibodo                                                                         | Région de la Kara   |         | À géolocaliser                  | Lni-164     | Site historique                | 2013 | Image manquante · Verser une photographie                                           |
| Camp Massu de Naware                                                                 | Région de la Kara   |         | À géolocaliser                  | Lni-165     | Site historique                | 2013 | Image manquante · Verser une photographie                                           |
| Aéroport international de Niamtougou                                                 | Région des Savanes  |         | À géolocaliser                  | Lni-166     | Site industriel                | 2013 | Image manquante · Verser une photographie                                           |
| Koutammakou                                                                          | Région des Savanes  |         | À géolocaliser                  | Lni-167     | Paysage culturel               | 2013 | Koutammakou · Verser une photographie                                               |
| Palais royal des Gatzaro à Kanté                                                     | Région des Savanes  |         | À géolocaliser                  | Lni-168     | Monument historique            | 2013 | Image manquante · Verser une photographie                                           |
| Ancienne inspection d'enseignement primaire de Kanté                                 | Région des Savanes  |         | À géolocaliser                  | Lni-169     | Monument historique            | 2013 | Ancienne inspection d'enseignement primaire de Kanté · Verser une photographie      |
| Barrage aux crocodiles de Boadé                                                      | Région des Savanes  |         | À géolocaliser                  | Lni-170     | Site culturel                  | 2013 | Image manquante · Verser une photographie                                           |
| Grand marché de Cinkassé                                                             | Région des Savanes  |         | À géolocaliser                  | Lni-171     | Site culturel                  | 2013 | Grand marché de Cinkassé · Verser une photographie                                  |
| Grottes de Kouba                                                                     | Région des Savanes  |         | À géolocaliser                  | Lni-172     | Site naturel                   | 2013 | Image manquante · Verser une photographie                                           |
| Greniers des grottes de Mamproug                                                     | Région des Savanes  |         | À géolocaliser                  | Lni-173     | Site culturel                  | 2013 | Image manquante · Verser une photographie                                           |
| Grottes de Nok                                                                       | Région des Savanes  |         | À géolocaliser                  | Lni-174     | Site culturel                  | 2013 | Grottes de Nok · Verser une photographie                                            |
| Grottes d'Afounga                                                                    | Région des Savanes  |         | À géolocaliser                  | Lni-175     | Site culturel                  | 2013 | Image manquante · Verser une photographie                                           |
| Grottes de Dandjouar                                                                 | Région des Savanes  |         | À géolocaliser                  | Lni-176     | Site culturel                  | 2013 | Image manquante · Verser une photographie                                           |
| Puits d'extraction de fer à Koutdjoak                                                | Région des Savanes  |         | À géolocaliser                  | Lni-177     | Site culturel                  | 2013 | Image manquante · Verser une photographie                                           |
| Tumulus et métallurgie de Magoudjoal                                                 | Région des Savanes  |         | À géolocaliser                  | Lni-178     | Site archéologique             | 2013 | Tumulus et métallurgie de Magoudjoal · Verser une photographie                      |
| Marché de Koundjouaré                                                                | Région des Savanes  |         | À géolocaliser                  | Lni-179     | Site culturel                  | 2013 | Marché de Koundjouaré · Verser une photographie                                     |
| Abris aux greniers de Tchanwogu                                                      | Région des Savanes  |         | À géolocaliser                  | Lni-180     | Site culturel                  | 2013 | Image manquante · Verser une photographie                                           |
| Fourneaux de Tambonga                                                                | Région des Savanes  |         | À géolocaliser                  | Lni-181     | Site archéologique             | 2013 | Image manquante · Verser une photographie                                           |
| Grottes et peintures rupestres de Sogou                                              | Région des Savanes  |         | À géolocaliser                  | Lni-182     | Site culturel                  | 2013 | Image manquante · Verser une photographie                                           |
| Centre émetteurs des Allemands à Tambonga                                            | Région des Savanes  |         | À géolocaliser                  | Lni-183     | Site historique                | 2013 | Image manquante · Verser une photographie                                           |
| Réserve de faune Oti-Kpendjal                                                        | Région des Savanes  |         | À géolocaliser                  | Lni-184     | Site naturel                   | 2013 | Image manquante · Verser une photographie                                           |
| Domaine Graviou                                                                      | Région des Savanes  |         | À géolocaliser                  | Lni-185     | Site culturel                  | 2013 | Domaine Graviou · Verser une photographie                                           |
| Puits allemand de Mango                                                              | Région des Savanes  |         | À géolocaliser                  | Lni-186     | Site historique                | 2013 | Puits allemand de Mango · Verser une photographie                                   |
| Douane allemande de Mango                                                            | Région des Savanes  |         | À géolocaliser                  | Lni-187     | Site historique                | 2013 | Image manquante · Verser une photographie                                           |
| Barrage aux hippopotames                                                             | Région des Savanes  |         | À géolocaliser                  | Lni-188     | Site naturel                   | 2013 | Barrage aux hippopotames · Verser une photographie                                  |
| Pont allemand sur l'Oti                                                              | Région des Savanes  |         | À géolocaliser                  | Lni-189     | Monument historique            | 2013 | Image manquante · Verser une photographie                                           |
| Cimetière allemand de Mango                                                          | Région des Savanes  |         | À géolocaliser                  | Lni-190     | Site historique                | 2013 | Cimetière allemand de Mango · Verser une photographie                               |
| Monument de l'indépendance à Mango                                                   | Région des Savanes  |         | À géolocaliser                  | Lni-191     | Monument commémoratif          | 2013 | Monument de l'indépendance à Mango · Verser une photographie                        |
| Bâtiment de l'ancienne poste allemande                                               | Région des Savanes  |         | À géolocaliser                  | Lni-192     | Monument historique            | 2013 | Image manquante · Verser une photographie                                           |
| Ruines du centre hospitalier français                                                | Région des Savanes  |         | À géolocaliser                  | Lni-193     | Monument historique            | 2013 | Image manquante · Verser une photographie                                           |
| Ruines du centre hospitalier allemand                                                | Région des Savanes  |         | À géolocaliser                  | Lni-194     | Monument historique            | 2013 | Image manquante · Verser une photographie                                           |
| Ruines du four allemand de Mango                                                     | Région des Savanes  |         | À géolocaliser                  | Lni-195     | Site historique                | 2013 | Image manquante · Verser une photographie                                           |
| Bureaux de la préfecture de l'Oti                                                    | Région des Savanes  |         | À géolocaliser                  | Lni-196     | Monument historique            | 2013 | Image manquante · Verser une photographie                                           |
| Peintures rupestres de Namoundjoga                                                   | Région des Savanes  |         | À géolocaliser                  | Lni-197     | Site archéologique             | 2013 | Peintures rupestres de Namoundjoga · Verser une photographie                        |

## Sources
- Loi no 90-24 du 23 novembre 1990 relative à la protection du patrimoine culturel national, Journal officiel de la République togolaise, pages 14-17, 5 décembre 1990
- Arrêté No 037/MCCSFC/CNPC/2017 du 23 mars 2017 portant inscription des sites et monuments du Togo sur la liste nationale d'inventaire des biens culturels, Journal officiel de la République togolaise, pages 30-36, 7 avril 2017